# Flucht und Vertreibung Deutscher aus Mittel- und Osteuropa 1945–1950

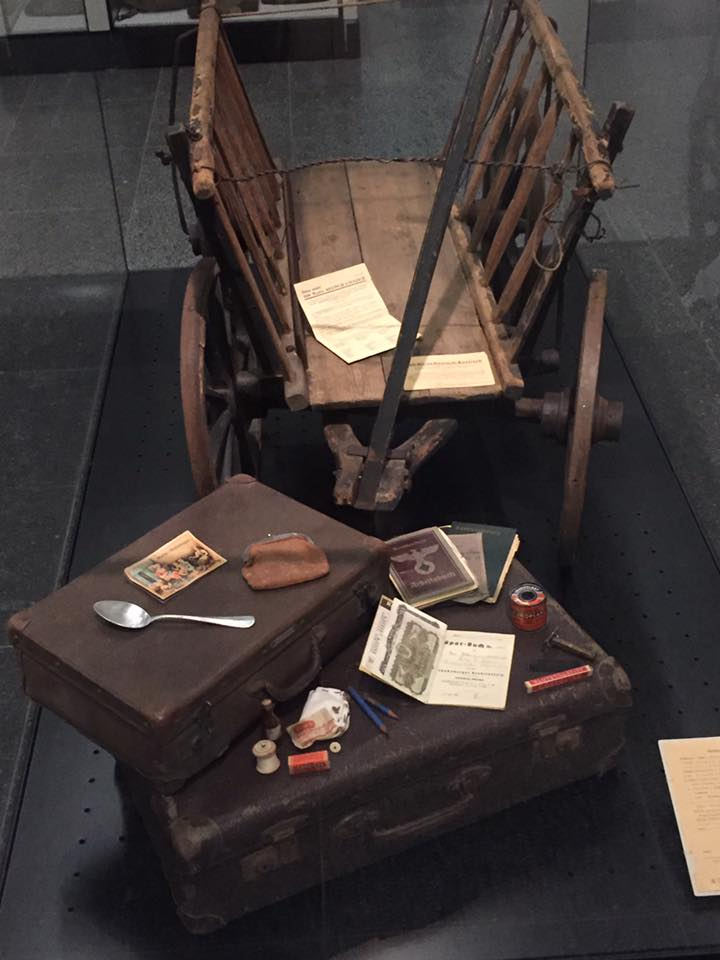
Handwagen deutscher Vertriebener. Deutsches Historisches Museum, Berlin

Die Flucht und Vertreibung Deutscher aus den deutschen Ostgebieten und aus Ostmittel-, Ost- und Südosteuropa während und nach Ende des Zweiten Weltkrieges in den Jahren 1945 bis 1950 umfasste große Teile der dort ansässigen deutschsprachigen Bevölkerungsgruppen. Sie betraf rund 12 bis 14 Millionen Deutsche in den Ostgebieten des Deutschen Reiches sowie in Ostmittel-, Ost- und Südosteuropa. Sie war eine Folge der nationalsozialistischen Gewaltherrschaft und Kriegsverbrechen in Ostmitteleuropa und Südosteuropa während der Zeit des Nationalsozialismus und der Gebietsverluste des Deutschen Reiches, die die Siegermächte (USA, Sowjetunion, Großbritannien) auf der Potsdamer Konferenz 1945 festlegten.

## Geschichte
Auf der Konferenz von Jalta im Februar 1945 setzte Josef Stalin die Abtrennung der bereits in Jahren 1939 bis 1941 sowjetisch besetzten polnischen Ostgebiete an die Sowjetunion durch. Ostpolen war im Zuge des Friedensvertrags von Riga 1921 polnisch geworden. Das Gebiet gehörte bis zum Jahr 1793 zu „Altpolen“. Mit dem polnisch-sowjetischen Geheimvertrag vom 27. Juli 1944 (geschlossen mit dem Lubliner Komitee) hatte die sowjetische Regierung anerkannt, dass „die Grenze zwischen Polen und Deutschland auf einer Linie westlich von Swinemünde zur Oder, wobei Stettin auf polnischer Seite bleibt, weiter den Lauf der Oder aufwärts zur Mündung der Neiße und von hier an der Neiße bis zur tschechoslowakischen Grenze festgelegt werden soll“; auch der zweite Grenzvertrag vom 16. August 1945 mit der Polnischen Provisorischen Regierung der Nationalen Einheit enthielt diese Festlegung.
Mit diesem Plan einer Westverschiebung Polens bei gleichzeitiger ethnischer Säuberung der neuen sowjetischen und der sogenannten „wiedergewonnenen Gebiete“ Polens stellte Stalin, wie Timothy Snyder bemerkt, den Generalplan Ost der Nationalsozialisten auf den Kopf: Statt einer enormen Expansion des deutschen Siedlungsgebiets nach Osten wurde es nun im Westen zusammengedrängt.
Die polnischen Ostgebiete waren ethnisch heterogen, wobei in den Großstädten wie Lemberg (Lwów) und Wilna (Wilno) die Polen dominierten, auf dem Land außer in der Gegend um Wilna Belarussen und Ukrainer. Polen, Belarussen und Ukrainer stellten die größten Volksgruppen, wobei um Wilna die Polen, zwischen Njemen (Memel) und Prypjat die Belarussen, südlich des Prypjat die Ukrainer die Mehrheit stellten.
Die bürgerliche polnische Exilregierung in London erhob Anspruch auf Teile Ostpreußens und Schlesiens, in denen es eine polnische Minderheit gab. Die Forderung einer Oder-Neiße-Linie hatte eine bis 1917 zurückreichende Geschichte und erhielt Nahrung durch das Versprechen Stalins von 1941 gegenüber Władysław Sikorski, dass die künftige Westgrenze Polens die Oder sein werde. In der polnischen Westforschung waren diese Vorstellungen in Entgegnung auf die deutsche Ostforschung auf eine bis ins 10. Jahrhundert zurückreichende Argumentationsbasis gestellt worden. Daraus ergab sich bei Kriegsende die Einrichtung des bis 1949 bestehenden „Ministeriums für die Wiedergewonnenen Gebiete“.
Bereits ab Sommer 1941 forderten die polnische und die tschechoslowakische Exilregierung in London Grenzkorrekturen nach dem Sieg über das Deutsche Reich. Dies sollte ausdrücklich die Entfernung der deutschen Bevölkerung aus diesen Gebieten und auch aus dem übrigen Staatsgebiet einschließen. Die polnische Exilregierung begründete ihre Forderung damit, dass die deutschen Gebiete eine Entschädigung für die Verluste an Gütern und Menschen während der Besatzungszeit sein sollten, und verwies dabei auf die Verbrechen der Nationalsozialisten im Generalgouvernement. Stalin rechnete damit, dass die Sowjetunion mit der Vertreibung und Enteignung von Millionen Deutschen gegenüber Polen und der Tschechoslowakei dauerhaft als Garantiemacht eines neuen Status quo auftreten könnte. Mit diesem Kalkül hatten das zaristische Russland und später die Sowjetunion bereits im Nordkaukasus Vertreibungen als Mittel der Politik angewandt. Im Jahr 1944 ließ Stalin einige Bergvölker (Balkaren, Tschetschenen, Inguschen und andere) nach Mittelasien deportieren.
Die geforderte Vertreibung der Deutschen wurde mit einem Verweis auf das Verhalten der deutschen Besatzer zu legitimieren versucht. Hinzu kamen, insbesondere in Polen, sozioökonomische Ziele. Weite Gebiete Ostmitteleuropas galten damals als überbevölkert.
In einem Rechtsgutachten, das hinsichtlich der Sudetendeutschen im Auftrag der Bayerischen Staatsregierung 1991 erstellt wurde, kam der österreichische Verfassungsrechtler und Menschenrechtsexperte Felix Ermacora zu folgendem Ergebnis:
„Die Vertreibung der Sudetendeutschen aus der angestammten Heimat von 1945 bis 1947 und die fremdbestimmte Aussiedlung nach dem Zweiten Weltkrieg widersprach nicht nur der in der Atlantik-Charta und dann in der Charta der UN verheißenen Selbstbestimmung, sondern die Vertreibung der Sudetendeutschen ist Völkermord und Verbrechen gegen die Menschlichkeit, die nicht verjährbar sind.“

## Potsdamer Beschlüsse

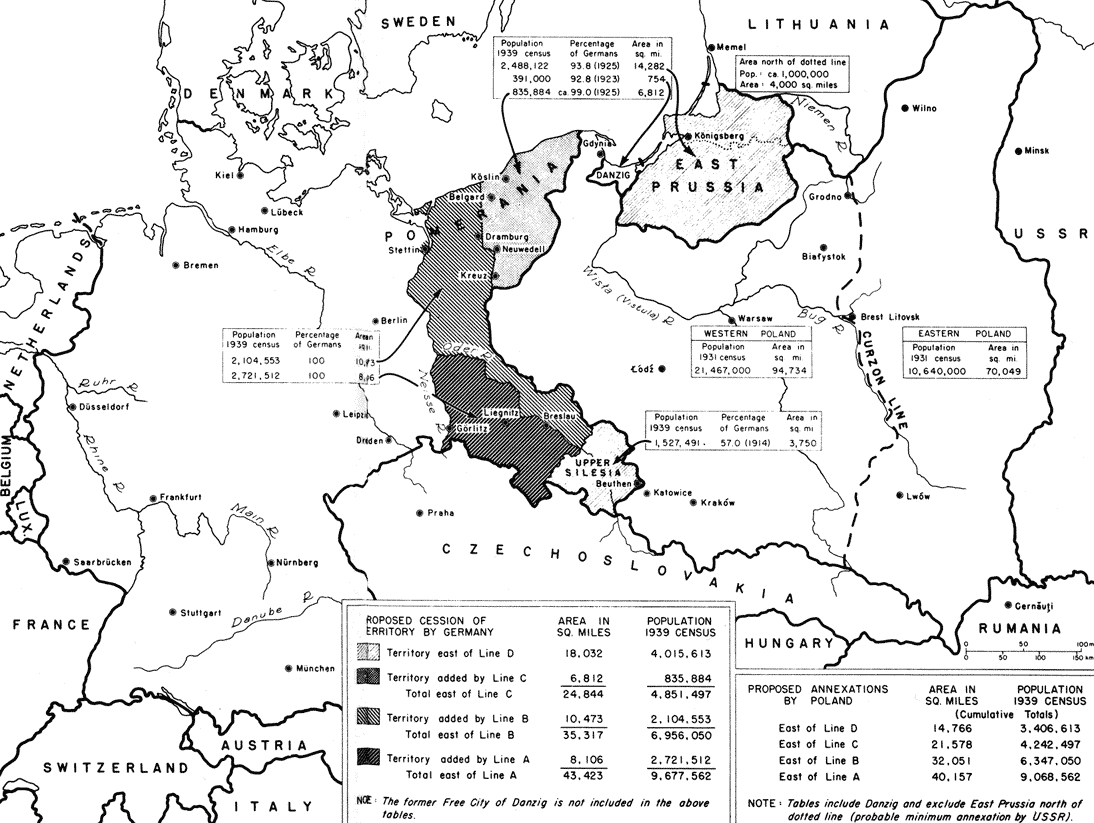
Außenministerium der Vereinigten Staaten, Potsdamer Konferenz: Das mögliche Vertreibungsgebiet mit Bevölkerung

### Grenzfragen
Auf der Potsdamer Konferenz Anfang August 1945 wurden die neuen Staatsgrenzen in Ostmitteleuropa von den Alliierten der Form nach erst vorläufig festgeschrieben, als die deutschen Gebiete jenseits von Oder und Neiße bereits polnischer und sowjetischer Verwaltung unterstellt waren.
Von einer „endgültigen Übergabe“ – an die Sowjetunion – „vorbehaltlich der endgültigen Bestimmung der territorialen Fragen bei der Friedensregelung“ ist explizit nur für die „(Abschnitt VI.) Stadt Königsberg und das anliegende Gebiet“ die Rede. Laut Protokoll erklärten die Regierungen der USA und Großbritanniens, bei einer kommenden Friedenskonferenz den sowjetischen Anspruch auf das Gebiet um Königsberg (nördliches Ostpreußen) unterstützen zu wollen, während eine derartige Erklärung zugunsten Polens nicht dokumentiert ist.
In Abschnitt IX.b (Polen) wird bestimmt, dass

„die früher deutschen Gebiete […] einschließlich des Teiles Ostpreußens, der nicht unter die Verwaltung der Union der Sozialistischen Sowjetrepubliken […] gestellt wird, und einschließlich des Gebietes der früheren Freien Stadt Danzig unter die Verwaltung des polnischen Staates kommen und in dieser Hinsicht nicht als Teil der sowjetischen Besatzungszone in Deutschland betrachtet werden sollen“

 wobei „die endgültige Festlegung der Westgrenze Polens bis zu der Friedenskonferenz zurückgestellt werden soll“.
Bereits einige Wochen zuvor hatte die Sowjetunion die Verwaltungshoheit dieser Gebiete an Polen übertragen.
Sie sind in der Mitteilung über die Dreimächtekonferenz von Berlin deutlich von den vier Besatzungszonen unterschieden, die in Abschnitt III. als „ganz Deutschland“ bezeichnet werden, das (III.B.14.) „als eine wirtschaftliche Einheit zu betrachten“ sei. III.A.2.: „Soweit dieses praktisch durchführbar ist, muß die Behandlung der deutschen Bevölkerung in ganz Deutschland gleich sein.“ Dazu gehört auch in Abschnitt „XIII. Ordnungsmäßige Überführung deutscher Bevölkerungsteile“, dass die „Überführung der deutschen Bevölkerung oder Bestandteile derselben, die in Polen, Tschechoslowakei und Ungarn zurückgeblieben sind“, vorübergehend unterbrochen werden soll und „der alliierte Kontrollrat in Deutschland zunächst das Problem unter besonderer Berücksichtigung der Frage einer gerechten Verteilung dieser Deutschen auf die einzelnen Besatzungszonen prüfen soll“.
Die Knappheit der Formulierungen wurde ab dem Frühjahr 1946 zu der Behauptung genutzt, die Abtrennung sei nicht endgültig gemeint gewesen, da die Regelung von Gebietsfragen, wie der „final delimitation of the western frontier of Poland“, einer Friedensregelung vorbehalten wurde. Versuchen der Sowjetunion, die Potsdamer Beschlüsse insoweit als endgültige Entscheidung zu werten, sind die Vereinigten Staaten entgegengetreten, und die bereits laufende Vertreibung ist nicht durch das Abkommen akzeptiert worden.

### Zwangsaussiedlung

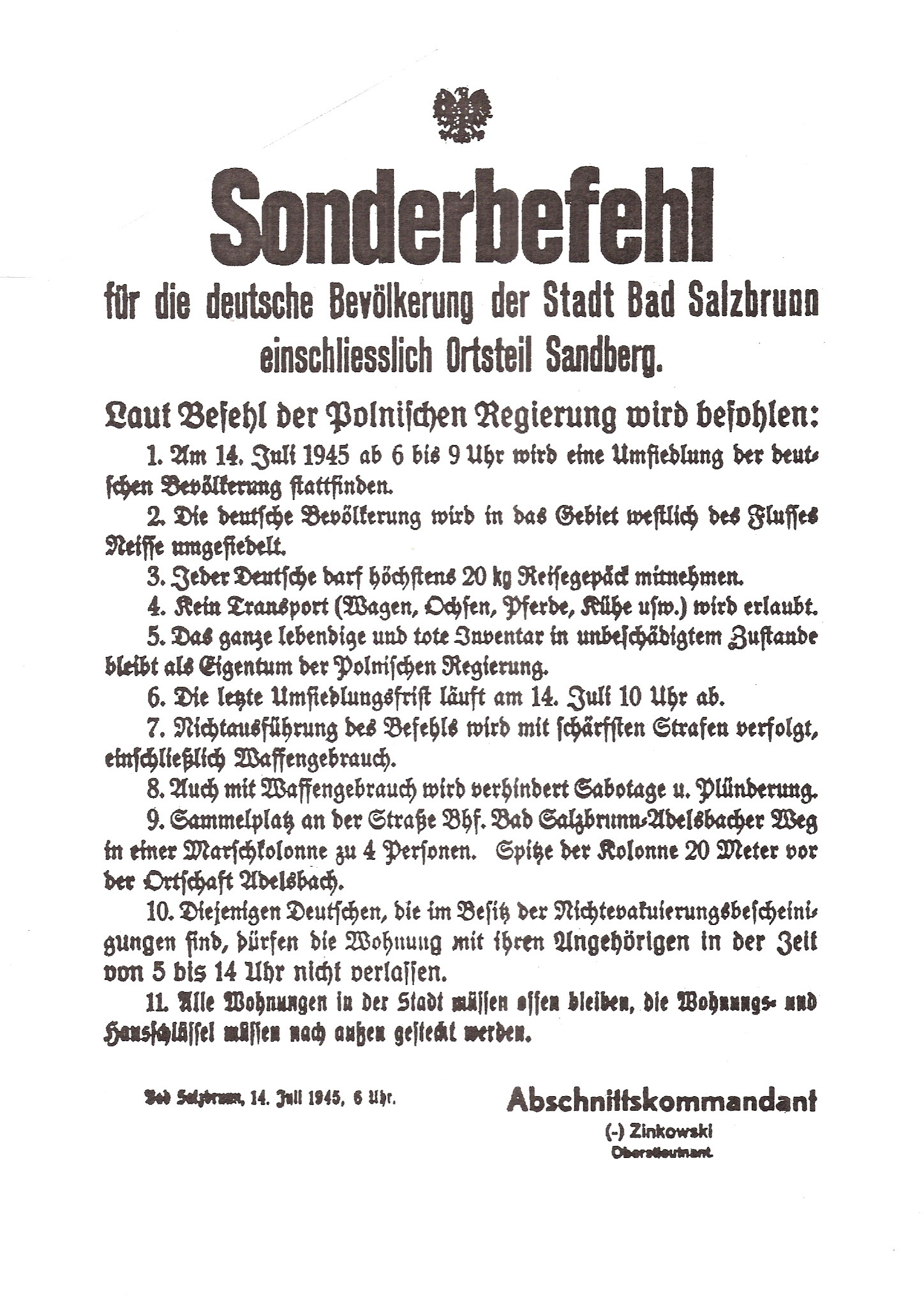
Vertreibungsbefehl an die deutsche Bevölkerung der niederschlesischen Stadt Bad Salzbrunn vom 14. Juli 1945

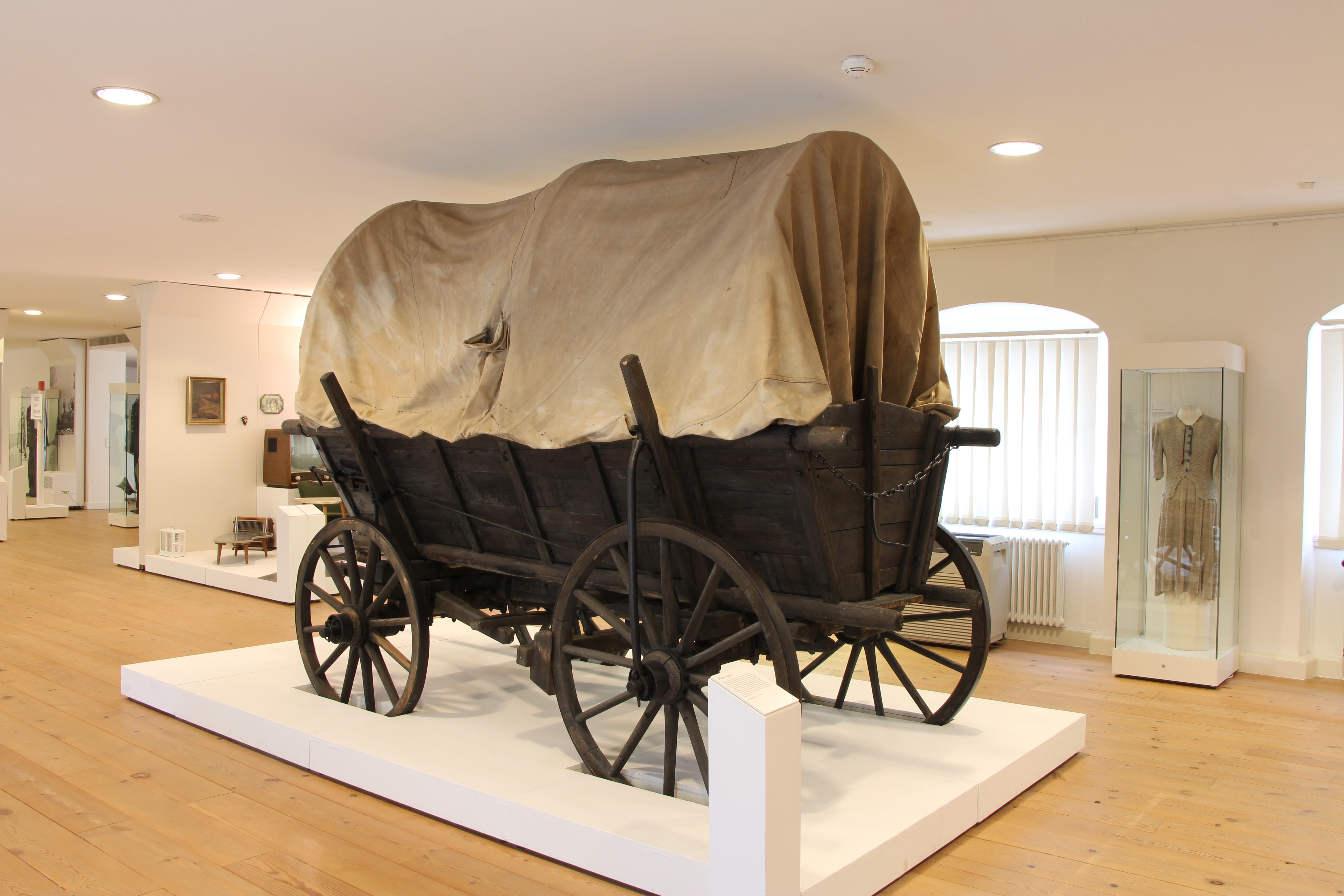
Planwagen im Braunschweigischen Landesmuseum. Solche Wagen dienten den Familien bei der Evakuierung der Frontgebiete als Gefährt für Kinder, Alte und Kranke sowie zur Mitnahme von Bedarfsgütern.

Die Umsiedlungen sollten in einer „humanen Art“ geschehen. Im Bericht von Francis E. Walter an das US-Repräsentantenhaus wurde vermerkt, dass die Transporte keineswegs dieser Bestimmung entsprachen. Tatsächlich führte die internationale Kontrolle dazu, dass die Zwangsaussiedlung ab Anfang 1946 in wesentlich geordneterer Form vor sich ging als in den sogenannten wilden Vertreibungen in den Wochen und Monaten vor und noch unmittelbar nach der Konferenz. Dennoch wurden zahlreiche Verbrechen an der deutschen Zivilbevölkerung verübt und es gab sehr viele Todesfälle in den Internierungslagern und Gefängnissen.
Bei den Vertreibungsgebieten handelte es sich um:
- den an Polen durch die Alliierten zuerkannten Teil der deutschen Ostgebiete, wie das südliche Ostpreußen, Hinterpommern (plus Stettin in Vorpommern), die Neumark sowie Schlesien (östlich der Oder-Neiße-Linie);
- das nördliche Ostpreußen, das entsprechend dem Potsdamer Abkommen der Sowjetunion zugeschlagen und in die russische Sowjetrepublik eingegliedert worden war;
- Gebiete, die seit dem Jahr 1919 dem Deutschen Reich abgesprochen wurden, in denen aber nach wie vor Deutsche lebten (beispielsweise das Memelland, Westpreußen, Ost-Oberschlesien und das Territorium des Freistaats Danzig);
- die baltischen Staaten (bereits 1939/40 vertraglich vereinbart);
- das Sudetengebiet, den südlichen Böhmerwald sowie Südböhmen und Südmähren, also die nördlichen, südlichen und westlichen Randgebiete der Tschechoslowakei;
- Prag, Brünn, Olmütz und deutsche Sprachinseln (beispielsweise den Schönhengstgau mit den Städten Mährisch Trübau, Zwittau und Landskron in Zentralböhmen und -mähren sowie Iglau);
- mehrere Regionen in Südosteuropa, vor allem in Ungarn, Rumänien (Siebenbürgen, Banat), Kroatien (Slawonien), Serbien (Vojvodina) und Slowenien (Maribor (Marburg a. d. Drau), Ljubljana (Laibach), Celje (Cilli), die Gottschee (Kočevje), siehe auch Jugoslawien).

Eine erhebliche Zahl der Vertriebenen machten deutsche Siedler und Verwaltungsbeamte mit ihren Familien aus, die erst im Zuge der deutschen Eroberungen des II. Weltkriegs gekommen waren. Timothy Snyder schätzt ihre Zahl allein unter den aus Polen Vertriebenen auf 1,5 Millionen.

## Zahlen zur Flucht und Vertreibung

### Zahl der Vertriebenen
Etwa 12 bis 14 Millionen Deutsche und deutschstämmige Angehörige verschiedener Staaten waren in den Jahren 1944 bis 1950 von Flucht und Vertreibung betroffen. Mehrere hunderttausend Menschen wurden in Lagern inhaftiert oder mussten – teilweise jahrelang – Zwangsarbeit leisten.
| Gebiet                       | Flüchtlinge und Vertriebene | Anteil an der Gesamtbevölkerung |
| ---------------------------- | --------------------------- | ------------------------------- |
| Sowjetische Besatzungszone   | 4.379.000                   | 24,3 %                          |
| Amerikanische Besatzungszone | 2.957.000                   | 17,7 %                          |
| Britische Besatzungszone     | 3.320.000                   | 14,5 %                          |
| Französische Besatzungszone  | 0.060.000                   | 01,0 %                          |

Aufnahme in den Besatzungszonen in Deutschland, Stand: Dezember 1947.
Die Zahl derjenigen Deutschen, die als „vertrieben“ erfasst werden, hängt zunächst von der Frage ab, was unter dem „Vertreibungsgebiet“ verstanden wird. So wurden die ca. 250.000 Deutsche, die in den ersten Jahren nach Kriegsende aus Dänemark nach Deutschland umgesiedelt wurden, ebenso wie die ca. 225.000 Menschen, die 1946 als aus Österreich, der Schweiz, Frankreich, Italien und den Benelux-Staaten stammend registriert wurden, später statistisch als Vertriebene gezählt. Etwa die Hälfte aller als Vertriebene bezeichneten Menschen hatte ihre Heimat zu Kriegsende bereits verlassen. Wie viele Deutsche dabei aus eigenem Entschluss geflüchtet waren, ist unklar. Die bundesdeutsche Statistik zählt auch diejenigen als Vertriebene, die in den Jahrzehnten nach Abschluss der Zwangsumsiedlungen freiwillig in die Bundesrepublik Deutschland auswanderten. „Durch die historisch ungenaue Verwendung des Begriffs ‚Vertreibung‘“, resümieren Eva und Hans Henning Hahn, „lassen sich aus den Zahlen der in der Bundesrepublik registrierten Vertriebenen kaum Informationen darüber ableiten, wie viele der Vertriebenen überhaupt eine Vertreibung erlebt haben.“

### Zahl der Todesopfer
Die bekannteste Zahlenangabe in der Literatur zur Vertreibung besagt, dass rund zwei Millionen Deutsche infolge der Vertreibung umgekommen seien. Hans-Ulrich Wehler schätzt, dass während der Flucht, Vertreibung oder Zwangsumsiedlung 1,71 Millionen Deutsche ums Leben kamen. Dabei seien die Wolgadeutschen nicht einbezogen, die unter Stalin mit „riesigen Verlustziffern“ nach Kasachstan deportiert worden seien.
Diese Zahl wurde von Historikern infrage gestellt. Eva und Hans Henning Hahn sehen die „Geburtsstunde der magischen Zwei-Millionen-Zahl“ in einem Bericht des Statistischen Bundesamts aus dem Jahr 1958, in welchem vermutet wurde, dass Personen, deren Schicksal zu diesem Zeitpunkt noch ungeklärt war, Opfer von Vertreibung, Flucht und Verschleppung geworden seien. Dabei wurden alle unaufgeklärten Fälle als Todesfälle und alle Todesfälle als vertreibungsbedingt gedeutet. Da die Grundlage die rechnerische Differenz zwischen den statistischen Angaben von 1939 und Angaben von 1948 bildete, enthielt diese Differenz auch die in den Vernichtungslagern getöteten Juden. Der Kirchliche Suchdienst und das Bundesarchiv kamen 1965 und 1974 unabhängig voneinander mit Einzelfallrecherchen auf 500.000 bis 600.000 bestätigte Tote in unmittelbarer Folge der Verbrechen im Zusammenhang mit der Vertreibung. Die Differenz zu älteren Berechnungen geht auf deren Methode zurück, die Bevölkerungsstatistiken der Vorkriegszeit mit den statistischen Angaben der Vertriebenen der 1950er-Jahre zu vergleichen. Dabei wurden ungeklärte Fälle einfach als Tote gezählt. Weil in den Jahren um das Kriegsende die Geburtenrate deutlich gesunken war, rechnete man irrtümlich die ausgebliebenen (oder genauer: aufgeschobenen) Geburten als ungeklärte Fälle und damit als Vertreibungsopfer. Der Freiburger Historiker Rüdiger Overmans fand zudem heraus, dass die Zahl der gefallenen Wehrmachtssoldaten aus den Ostgebieten des Reiches lange um 300.000 zu niedrig geschätzt worden war, da man nicht beachtet hatte, dass die Zahl der Kriegstoten in den letzten beiden Kriegsjahren deutlich höher gewesen war als in den Jahren zuvor. Die Differenz war den ungeklärten Fällen und somit ebenfalls den Vertreibungsverlusten zugerechnet worden.
Für die Tschechoslowakei wurde die Zahl der Todesopfer infolge von Flucht und Vertreibung lange mit 130.000 angegeben. Dagegen kam die Deutsch-Tschechische Historikerkommission auf 15.000–30.000 Vertreibungsopfer.
Die vom Bundesarchiv und dem Kirchlichen Suchdienst ermittelte Zahl von etwa 600.000 Vertreibungsopfern wird heute auch vom LeMO des  Deutschen Historischen Museums genannt. Der Bund der Vertriebenen aber hält bis in die Gegenwart an der überhöhten Opferzahl von zwei Millionen oder mehr fest. Noch höhere Zahlen finden sich in der dem rechtsnationalen Spektrum zuzurechnenden Literatur wie etwa im Schwarzbuch der Vertreibungen Heinz Nawratils, der behauptet, die Zahl der Vertreibungsopfer liege mit sechs bis zehn Millionen über der des NS-Regimes. Ingo Haar sieht in diesem Narrativ eine Instrumentalisierung der Opfer zu Zwecken der Vermeidung von  Reparationsverpflichtungen, eine Delegitimierung der 1945 neu entstandenen Staaten Ostmitteleuropas oder der Revision des Potsdamer Abkommens und der durch dieses festgelegten europäischen Nachkriegsordnung.

## Flucht und Vertreibung aus der Tschechoslowakei

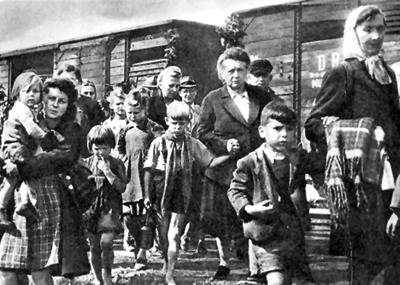
Odsun: Vertriebene Sudetendeutsche warten mit Handgepäck auf ihren Abtransport

## Neubesiedlung der Vertreibungsgebiete

### Polen
In den von Deutschen verlassenen Gebieten des Nachkriegspolen wurden unter anderem ebenfalls zwangsumgesiedelte Polen aus dem ehemaligen Ostpolen (der seit 1945 litauischen Region Vilnius), dem westlichen Drittel des heutigen Belarus und der westlichen Ukraine (Wolhynien und Galizien) angesiedelt. Ein Teil dieser nun zwangsumgesiedelten ca. 1,2 Millionen Polen hatten sich dort ihrerseits erst nach dem Ersten Weltkrieg niedergelassen. Die Zahl der Zuzügler in die nun an Polen gefallenen Gebiete war jedoch geringer als die von dort vertriebene deutsche Bevölkerung.
Den größten Teil der Neusiedler in den Oder-Neiße-Gebieten bildeten Polen aus den traditionell polnischen Gebieten („Zentralpolen“). Hinzu kamen rund 400.000 Ukrainer und nicht allzu viele Belarussen. Die Ursache dafür war, dass auch westlich der heutigen polnischen Ostgrenze von jeher eine bedeutende belarussische und ukrainische Minderheit lebte und lebt, insbesondere in den Regionen Białystok (Belarussen) und Przemyśl (Ukrainer). Diese Gruppen galten der polnischen Regierung nach 1945 als potenziell unzuverlässig beziehungsweise als mögliche Argumente für neue sowjetische Forderungen an Polen. Deswegen wurde ein Teil von ihnen in Richtung Osten zwangsumgesiedelt (also aus dem heute polnischen Gebiet in die in der Zwischenkriegszeit zu Polen gehörenden Gebiete östlich des Flusses Bug), ein anderer Teil jedoch nach Westen, vor allem nach Niederschlesien und Hinterpommern. Diese innerpolnische Zwangsumsiedlung dauerte von Ende April bis Ende Juli 1947, die verantwortlichen Politiker und Militärs nannten sie „Aktion Weichsel“.
Zu den polnischen, ukrainischen und belarussischen Neusiedlern kamen einige Zehntausend aus Ostpolen stammende polnische Zwangsarbeiter in Deutschland, die nach 1944/45 durch die Westverschiebung ihres Heimatlandes heimatlos geworden waren und nun in für sie fremden Regionen sesshaft werden mussten.
Heute wohnen in diesen etwas dünner besiedelten Gebieten nach dem Holocaust und der Zwangsumsiedlung der meisten Polen, die dort oft die Oberschicht stellten, fast ausschließlich Belarussen, Litauer, Ukrainer und Russen. Eine größere polnische Minderheit lebt bis heute in der Umgebung von Wilna.

### Sowjetunion
In der an die Russische Sowjetrepublik gefallenen Oblast Kaliningrad (bis 1945 das nördliche Ostpreußen mit Königsberg) wurden vorwiegend Russen, aber auch Belarussen und Ukrainer angesiedelt. Hinzu kamen ehemalige Soldaten sowie Strafgefangene und Zwangsarbeiter. Das Gebiet wurde zu einem Militärsperrbezirk, in den selbst Sowjetbürger nur mit Sondergenehmigung einreisen konnten. Rund 50 Prozent der Orte wurden nicht wieder besiedelt. Der südliche Teil von Ostpreußen wurde unter polnische Verwaltung gestellt.

### Tschechoslowakei
Im Sudetengebiet wurden vor allem Tschechen aus dem Landesinneren, Slowaken, Ungarn, griechische Bürgerkriegsflüchtlinge sowie sehr viele Roma aus der Slowakei angesiedelt. Hinzu kamen als „Repatrianten“ bezeichnete Tschechen, die aus Familien stammten, die früher nach Frankreich, die USA oder in andere Länder ausgewandert waren. Insbesondere nach der Besiedlung der Grenzgebiete durch Roma entstanden viele soziale Konflikte, welche sich vor allem nach der Samtenen Revolution verschlechterten.

## Motive der Vertreibung
Die Vertreibungen von Deutschen aus dem Osten hatten mehrere Ursachen:
1. Vor dem Zweiten Weltkrieg ließen sich deutsche Volksgruppen in diesen Staaten für nationalsozialistische Zwecke instrumentalisieren, sie wurden schließlich durchgehend nach dem Führerprinzip organisiert. Die Sudetendeutsche Partei Konrad Henleins betrieb separatistische Politik; außerdem erhielten Sudetendeutsche 1938 die Reichsbürgerschaft.
2. Die nationalsozialistische Expansions-, Raub- und Ausrottungspolitik während des Zweiten Weltkrieges zerstörte die Beziehungen zwischen den deutschen Volksgruppen und der jeweiligen Mehrheitsbevölkerung in Mittel- und Osteuropa massiv. In den von deutschen „Herrenmenschen“ teilweise als „Untermenschen“ beziehungsweise als Menschen minderen Ranges angesehenen und behandelten Völkern begannen bald Partisanengruppen gegen die deutschen Besatzer zu agieren; der NS-Machtapparat reagierte darauf mit brutalster Härte, oft gegen völlig Unbeteiligte. In den osteuropäischen und südosteuropäischen Ländern übernahmen die deutschen Volksgruppen Besatzungsaufgaben. Die tschechoslowakische Exilregierung erhielt daher von den Alliierten schon während des Krieges die Zustimmung zur Vertreibung der Deutschen aus der Tschechoslowakei.
3. Die Vertreibung von Deutschen aus den heutigen polnischen Westgebieten steht in Zusammenhang mit der sogenannten Westverschiebung Polens, der von Stalin angeordneten Zwangsumsiedlung der Polen aus den von der Sowjetunion 1945 annektierten Gebieten Ostpolens, die 43 Prozent des polnischen Staatsgebiets in der Zeit zwischen den Weltkriegen ausmachten. Diese Gebiete waren teilweise erst als Resultat des Polnisch-Sowjetischen Krieges zum 1918 wiedergegründeten Polen gelangt. Viele der in den neuen polnischen Westgebieten ab 1945 angesiedelten ethnischen Polen kamen aus diesen Gebieten.
4. Für einige der ost- und mitteleuropäischen Regierungen, die oft im Rahmen eines „Nationale Front“ oder „Volksfront“ genannten Parteienbündnisses regierten, in dem die Kommunisten auch ohne Mehrheit den Ton angeben konnten, war die Vertreibung der Deutschen ein stabilisierender und motivierender Faktor. Der Antikommunismus deutscher Wähler hätte es wesentlich schwieriger gemacht, die „Volksdemokratie“ nach Moskauer Planung durchzusetzen. Die sowjetische Schutzmacht wurde nun auch dazu benötigt, sich vor Revanchismus der vertriebenen Deutschen zu schützen.
5. Der Besitz von Vertriebenen wurde zumeist „spontan“ geplündert und/oder letztlich entschädigungslos konfisziert. Politiker, die über die Verteilung dieses Vermögens entschieden, konnten für ihre Parteien, wie das Beispiel Tschechoslowakei zeigt, Wettbewerbsvorteile lukrieren.
6. Mit der Vertreibung der Deutschen schufen einige Nachkriegsregierungen außerdem – in Anknüpfung an ältere, keineswegs nur kommunistische Vorstellungen von ethnischer Homogenität – national weitgehend homogene Staatswesen. Das Ziel war, sich möglichst vieler Konflikte der Vorkriegszeit, die auf dem multinationalen Charakter dieser Staaten als Vielvölkerstaaten beruhten, zu entledigen.

## Aufnahme in Deutschland und Österreich

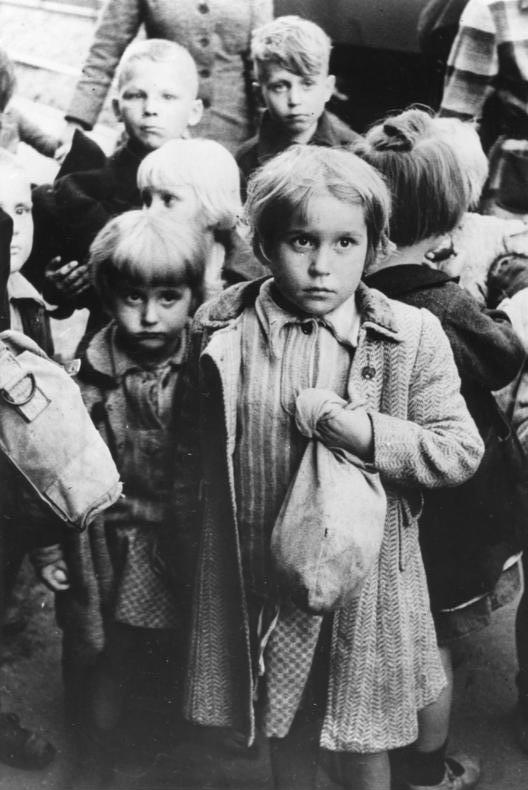
Kinder aus den unter polnischer Verwaltung stehenden deutschen Ostgebieten kommen in einer der westalliierten Besatzungszonen an. (August 1948)

1944/45 kamen 12 bis 14 Millionen Ost- und Sudetendeutsche nach Westdeutschland, in die Sowjetische Besatzungszone und in das befreite Österreich. In der Nachkriegszeit flohen viele noch einmal – aus der sowjetischen in die amerikanische Besatzungszone und die britische Besatzungszone. Die Bundesrepublik Deutschland und die Deutsche Demokratische Republik standen vor einer scheinbar unlösbaren Herausforderung. Durch die Bevölkerungsverschiebungen verdoppelten einige Länder und DDR-Bezirke wie Mecklenburg ihre Einwohnerzahl. In vormals konfessionell homogenen Regionen mit starken eigenen Traditionen – zum Beispiel Oberbayern und die Lüneburger Heide – lebten nun große Bevölkerungsgruppen mit anderem Lebensstil und fremder Konfession. Mit Espelkamp, Waldkraiburg, Traunreut, Geretsried, Trappenkamp, Neugablonz und anderen Orten entstanden reine Flüchtlingsgemeinden, vielerorts eigene Siedlungen.

### Humanitäre Situation
Zunächst ging es darum, das Überleben der Geflüchteten und Vertriebenen angesichts des schweren Mangels an Nahrung, Wohnraum und Kleidung zu sichern. Dies ist weitgehend gelungen, obwohl es in den Jahren bis ca. 1950 eine deutlich erhöhte Sterblichkeit infolge von Unterernährung und Infektionskrankheiten gab. Überschlägige Rechnungen gehen von einer zusätzlichen Sterblichkeitsrate von 3 bis 3,5 Prozent im Laufe von fünf Jahren aus; sie betraf vor allem Ältere, Kleinkinder und gesundheitlich vorbelastete Menschen.

### Verbände und Parteien
In allen Besatzungszonen unternahmen Vertriebene Versuche, eigene Organisationen zur Artikulation ihrer Interessen zu gründen. In der SBZ/DDR wurden diese Organisationen von der Polizei unterdrückt. Bis in die 1960er-Jahre hinein fanden jedoch, informell organisiert (Mundpropaganda), auch in der DDR Vertriebenentreffen statt. In den Westzonen und ab 1949 in der Bundesrepublik organisierten sich zahlreiche Vertriebene in Landsmannschaften, die sich 1957/58 im Bund der Vertriebenen (BdV) zusammenschlossen. In den 1950er- und frühen 1960er-Jahren bildeten die Vertriebenen eine vergleichsweise einflussreiche Interessengruppe, die im Schulunterricht die sogenannte Ostkunde durchsetzte. In der bundesdeutschen Politik waren Flüchtlinge und Vertriebene in sämtlichen Parteien vertreten. Eine Art besondere Vertriebenenpartei bestand in der Zeit von 1950 bis 1961 im Gesamtdeutschen Block/Bund der Heimatvertriebenen und Entrechteten (BHE). Der BHE erreichte 1953 bei den Bundestagswahlen 5,9 Prozent der Zweitstimmen. Er war im zweiten Kabinett Adenauers bis 1957 mit zwei Ministern vertreten. Ab Mitte der 1960er-Jahre nahm der Einfluss der Vertriebenenverbände auf die Bundespolitik deutlich ab. Es gelang dem BdV nicht, die faktische Anerkennung der Oder-Neiße-Linie als deutsch-polnische Grenze durch den Warschauer Vertrag (1970) zu verhindern. Als politische Kraft spielt in Deutschland seit den 1990er-Jahren fast nur noch die von Bayern und der CSU unterstützte Sudetendeutsche Landsmannschaft (SL) eine Rolle.

### Integration

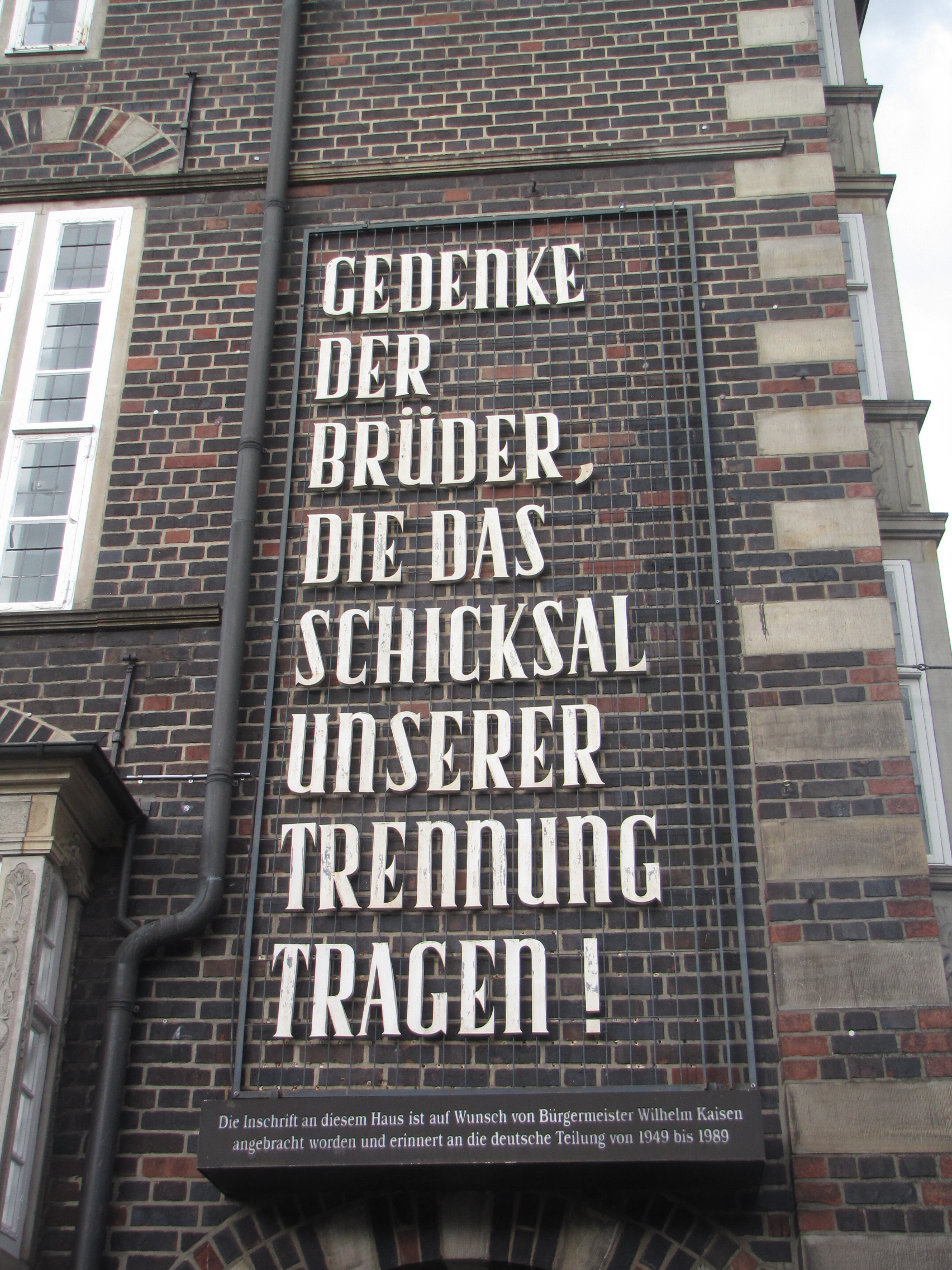
Gedenkinschrift am Deutschen Haus in Bremen

Die wirtschaftliche und soziale Integration der Vertriebenen in die beiden deutschen Staaten vollzog sich in einem langen Prozess. Es ist umstritten, welche Faktoren für die Integration ausschlaggebend waren. Bis in die 1980er-Jahre wurden vor allem die Bedeutung des Lastenausgleichsgesetzes in der Bundesrepublik und der Bodenreform in der DDR betont. Neuere Forschungen, u. a. von Michael Schwartz, zeigen hingegen, dass die allgemeinen wirtschaftlichen Aufwärtsbewegungen während der 1950er-Jahre durch Wirtschaftswunder im Westen und Ausbau der Industrie im Osten einen erheblich größeren Effekt auf die wirtschaftliche Eingliederung der Vertriebenen hatten. In der DDR wurden die Hilfe für die zunächst vier Millionen Flüchtlinge, die dort Aufnahme gefunden hatten, bereits 1950 komplett eingestellt. Dies trug dazu bei, dass viele von ihnen bis zum Bau der Berliner Mauer 1961 erneut flohen, diesmal in den Westen.
Es kam weder im Westen noch im Osten Deutschlands zu einer reibungslosen, schmerzfreien und harmonischen Integration der Flüchtlinge. Bei der Ankunft im „Westen“ zwischen 1944/45 und 1948/50 waren sie teils mit Verachtung konfrontiert. Flüchtlinge wurden wegen des rollenden „r“ in der Aussprache oft einfach als „Polacken“ beschimpft. Für die furchtbaren Erlebnisse der Flüchtlinge wie Misshandlungen und Vergewaltigungen interessierte sich niemand. Die Probleme der Integration waren kein Thema in beiden Teilen Deutschlands. Mit der Integration der Vertriebenen und Flüchtlingen befassten sich insbesondere die Vertriebenenverbände und das Bundesministerium für Vertriebene, Flüchtlinge und Kriegsgeschädigte.
Der Historiker Andreas Kossert bringt in seinem Buch Kalte Heimat im Kapitel Deutscher Rassismus gegen deutsche Vertriebene Beispiele von Sprüchen über Vertriebene. Insbesondere in Schleswig-Holstein, wo die Bevölkerung von rund 1,59 Millionen 1939 auf 2,65 Millionen 1946 anstieg, sind zahlreiche Beispiele überliefert. Beispielsweise „Gesochse – zuerst Saisonarbeiter zur Ernte, dann Zwangsarbeiter und schließlich das Flüchtlingspack“ oder sogar „In de Nordsee mit dat Schiet“. Die Zeitschrift Slesvigeren der dänischen Minderheit brachte 1947 die Karikatur „Rattenfänger“. Darauf ist ein Flötenspieler mit der Beschriftung „Lüdemann“ zu sehen, dem eine Vielzahl von Ratten (Aufschrift: Flygtninge Embedsmänd) nach Sydsleswig (Schildaufschrift) folgen. Mit dem Flötenspieler war der sozialdemokratische Ministerpräsident Hermann Lüdemann gemeint.
Manchen Vertriebenen gelang es, an frühere Berufe anzuknüpfen. Ein Eigenheim war für einen Großteil der Vertriebenen „soziales Leitbild und Symbol für Anerkennung und ‚Ankommen‘ in der bundesrepublikanischen Nachkriegsgesellschaft“, was zu reger Bautätigkeit beitrug.
Die kulturelle Integration und die Erinnerung an Flucht und Vertreibung sind wie die wirtschaftliche Integration komplex und werden unter Historikern und Journalisten in den letzten Jahren diskutiert. Zur kulturellen Integration zählen die Durchmischung von Katholizismus und Protestantismus und die Eheschließungen zwischen Einheimischen und Vertriebenen, die schon in der unmittelbaren Nachkriegszeit vorkamen, oft aber erst in der folgenden Generation allgemein akzeptiert waren.

### Erinnerung und Aufarbeitung

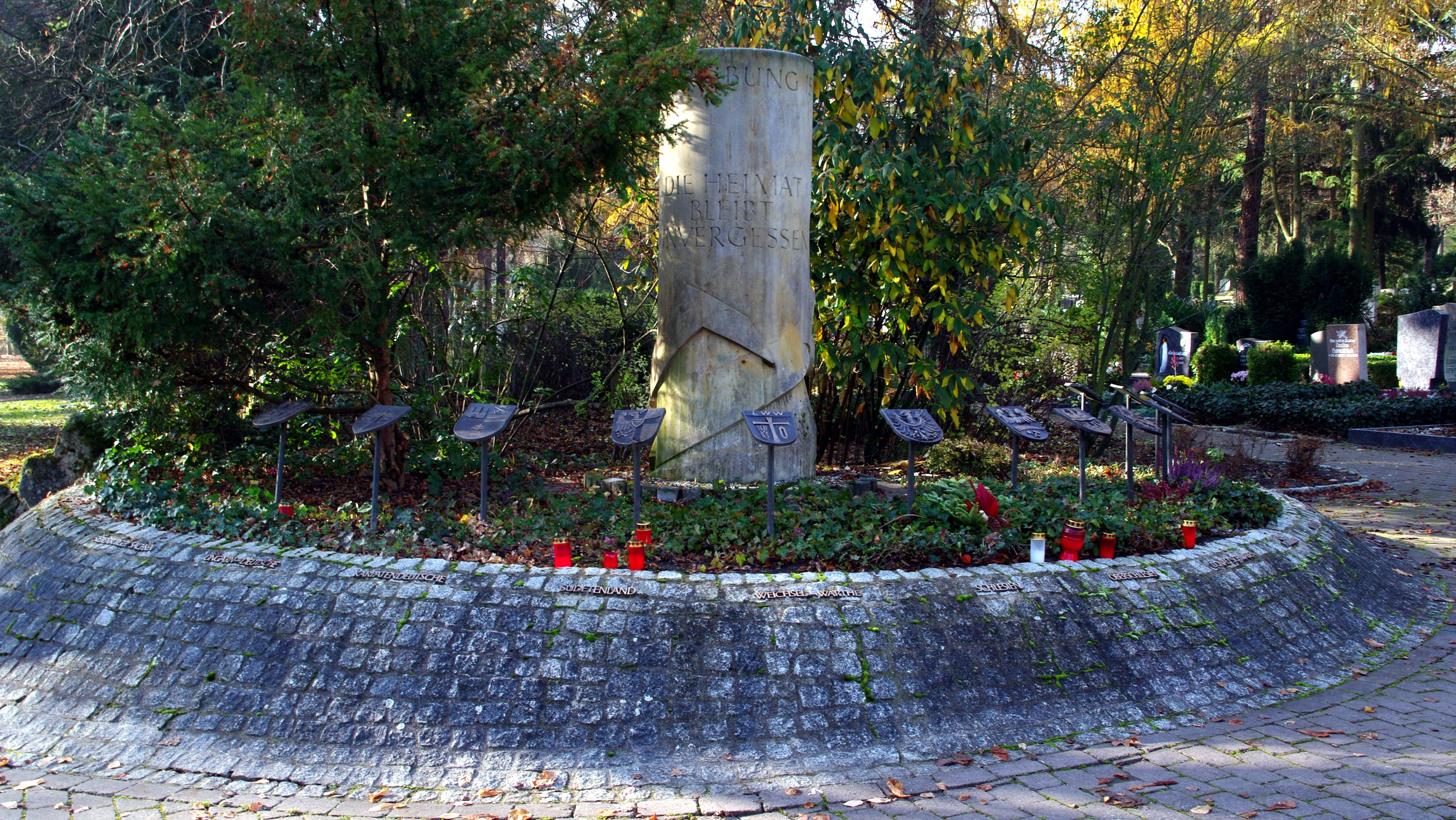
Vertriebenendenkmal Hauptfriedhof Erfurt

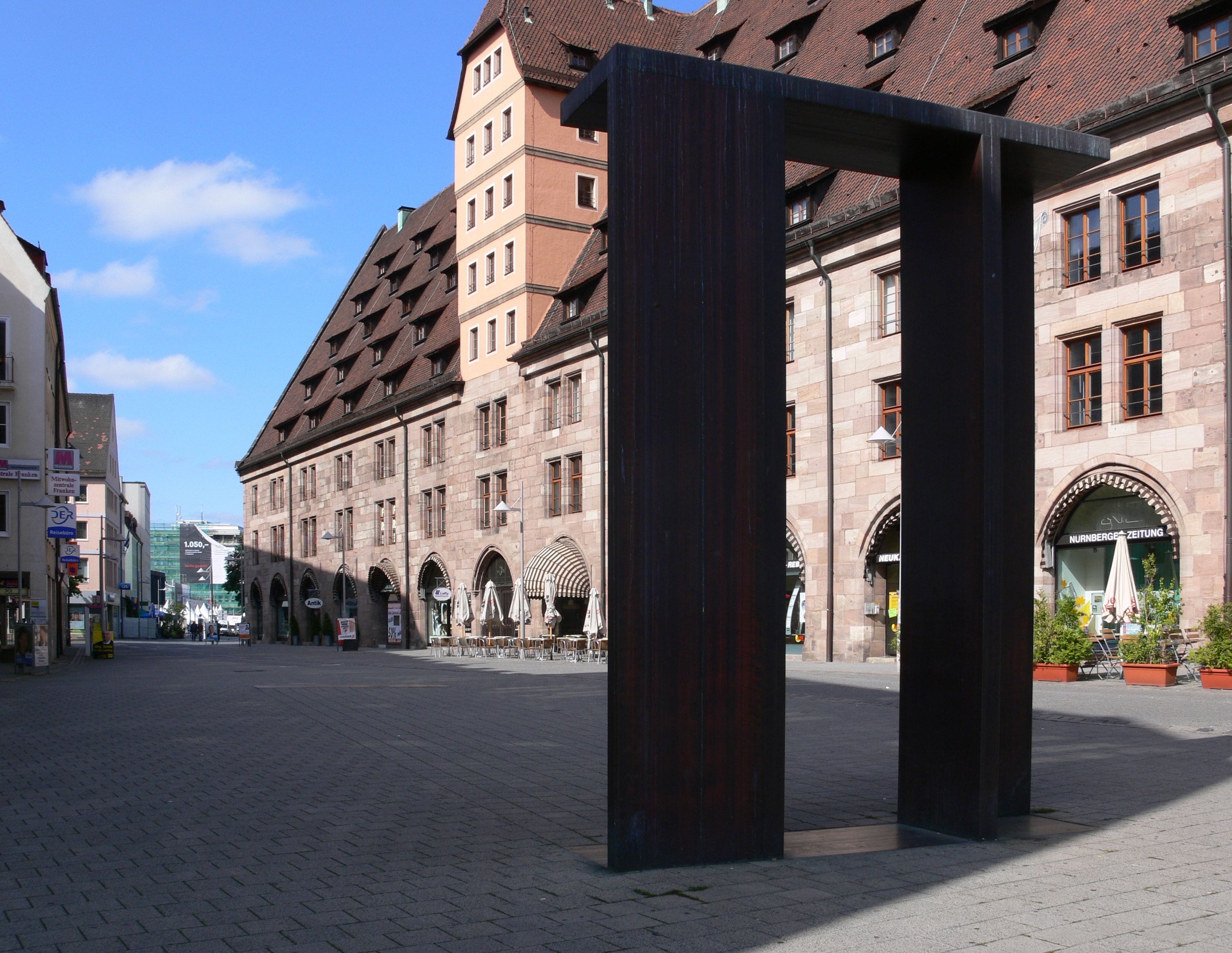
Zentrales Denkmal Flucht und Vertreibung 1945 in Nürnberg (errichtet 1999 vom Freistaat Bayern; Entwurf: Joachim Bandau)

Die Erinnerung an Flucht und Vertreibung schlug sich in vielen Bereichen des öffentlichen Lebens nieder – von der Benennung von Straßen oder auch einer Patenschaftsübernahme zu Orten der deutschen Ostgebiete über die Pflege von Dialekten, Sitten und Gebräuchen in Vereinen und Landsmannschaften bis hin zu Denkmälern und Museen in Westdeutschland, während in der DDR derartige Ortsnamen getilgt und vergleichbare Aktivitäten verhindert wurden. Bundesverkehrsminister Hans-Christoph Seebohm initiierte 1964 eine entsprechende Benennung von Autobahnparkplätzen. Die Erinnerung an Flucht und Vertreibung hat sich nach dem Zweiten Weltkrieg in der Bundesrepublik und in der DDR sowie nach 1990 im vereinten Deutschland mehrfach gewandelt. Die Entwicklungen und Phasen der Erinnerung werden in der Geschichtswissenschaft lebhaft diskutiert. Nach Michael Grottendieck und weiteren Autoren war das Thema Flucht und Vertreibung in der DDR ein „Tabu“. Auch für die Geschichte der Bundesrepublik wird stellenweise die These vertreten, dass Flucht und Vertreibung spätestens seit den 1970er-Jahren tabuisiert oder marginalisiert wurden.
Diesen Thesen vom „Tabu“ ist vielfach widersprochen worden. Beispielsweise zeigen die literarischen Werke, etwa von Christa Wolf in der DDR oder von Siegfried Lenz in der Bundesrepublik, dass das Thema Flucht und Vertreibung sehr wohl behandelt wurde. Karl Schlögel verwies 2003 auf die zahlreichen Museen und Heimatstuben der Vertriebenenverbände in Westdeutschland, die kontinuierlich das Thema bearbeitet hätten. Christian Lotz zeigte 2007, wie stark die Erinnerung an Flucht und Vertreibung politisch aufgeladen wurde durch den Streit um die Oder-Neiße-Grenze und wie intensiv die Diskussionen in der DDR und in der Bundesrepublik miteinander verflochten waren. Er spricht daher von einem „erinnerungspolitischen Sog“, in den die Erinnerungen an Flucht und Vertreibung gerieten. Jutta Faehndrich griff diese These vom „erinnerungspolitischen Sog“ Anfang 2011 auf und zeigte in einer Untersuchung von Heimatbüchern von Vertriebenen die politische Formierung von Erinnerungen in Westdeutschland.
Die unterschiedlichen politischen und wissenschaftlichen Positionen zur Erinnerung an Flucht und Vertreibung spiegeln sich seit dem Jahr 2000 im Streit um ein Zentrum gegen Vertreibungen. Die Absicht, ein solches Museum zu errichten, stellt außerdem einen wesentlichen Konfliktpunkt zwischen Deutschland und seinen östlichen Nachbarn Polen und Tschechien dar. Die Stiftung Flucht, Vertreibung, Versöhnung wurde 2008 durch die Bundesregierung als Gedenkstätte zur Erinnerung an die Vertreibung von 60 bis 80 Millionen Menschen beschlossen, die in der ersten Hälfte des 20. Jahrhunderts vertrieben wurden. Ihr Berliner Dokumentationszentrum wurde 2021 im Deutschlandhaus eröffnet.
Die Beneš-Dekrete, rechtliche Grundlage für die Vertreibung, Aussiedlung und Enteignung der Sudetendeutschen, wurden explizit vom Anwendungsbereich des Lissabonvertrages ausgenommen, um die Zustimmung Tschechiens zu gewinnen. Grund dafür waren Befürchtungen, vertriebene Sudetendeutsche könnten vor internationalen Gerichten Rückgabe- und Entschädigungsforderungen stellen. Die Bemühungen um eine deutsch-tschechische Annäherung in der Vertriebenenfrage schreiten dennoch voran: Am 3. Juni 2010 wurde auf dem Friedhof von Postoloprty (Postelberg) eine Gedenktafel für das Massaker an der deutschen Bevölkerung im Juni 1945 enthüllt. Im Dezember 2010 reiste Horst Seehofer als erster bayerischer Ministerpräsident seit 1945 zu einem offiziellen Besuch nach Tschechien.
In München behandelt das 2020 eröffnete Sudetendeutsche Museum die Vertreibung der Deutschen aus der Tschechoslowakei. In der fränkischen Stadt Hof setzt sich das Museum Bayerisches Vogtland differenziert mit der Thematik Flucht und Vertreibung Deutscher auseinander.

## Bundesvertriebenengesetz
Das Bundesvertriebenengesetz (Langtitel: Gesetz über die Angelegenheiten der Vertriebenen und Flüchtlinge; BVFG) definiert den Begriff Vertriebener im § 1 wie folgt:

„Vertriebener ist, wer als deutscher Staatsangehöriger oder deutscher Volkszugehöriger seinen Wohnsitz in den ehemals unter fremder Verwaltung stehenden deutschen Ostgebieten oder in den Gebieten außerhalb [Anm. ‚außerhalb der Grenzen des Deutschen Reiches‘ ist der Hauptunterschied zur Definition der Heimatvertriebenen] der Grenzen des Deutschen Reiches nach dem Gebietsstande vom 31. Dezember 1937 hatte und diesen im Zusammenhang mit den Ereignissen des Zweiten Weltkrieges infolge Vertreibung, insbesondere durch Ausweisung oder Flucht, verloren hat. Bei mehrfachem Wohnsitz muss derjenige Wohnsitz verlorengegangen sein, der für die persönlichen Lebensverhältnisse des Betroffenen bestimmend war. Als bestimmender Wohnsitz im Sinne des Satzes 2 ist insbesondere der Wohnsitz anzusehen, an welchem die Familienangehörigen gewohnt haben.
- Vertriebener ist auch, wer als deutscher Staatsangehöriger oder deutscher Volkszugehöriger

1. nach dem 30. Januar 1933 die in Absatz 1 genannten Gebiete verlassen und seinen Wohnsitz außerhalb des Deutschen Reiches genommen hat, weil aus Gründen politischer Gegnerschaft gegen den Nationalsozialismus oder aus Gründen der Rasse, des Glaubens oder der Weltanschauung nationalsozialistische Gewaltmaßnahmen gegen ihn verübt worden sind oder ihm drohten,
2. auf Grund der während des Zweiten Weltkrieges geschlossenen zwischenstaatlichen Verträge aus außerdeutschen Gebieten oder während des gleichen Zeitraumes auf Grund von Maßnahmen deutscher Dienststellen aus den von der deutschen Wehrmacht besetzten Gebieten umgesiedelt worden ist (Umsiedler),
3. nach Abschluss der allgemeinen Vertreibungsmaßnahmen vor dem 1. Juli 1990 oder danach im Wege des Aufnahmeverfahrens vor dem 1. Januar 1993 die ehemals unter fremder Verwaltung stehenden deutschen Ostgebiete, Danzig, Estland, Lettland, Litauen, die Sowjetunion, Polen, die Tschechoslowakei, Ungarn, Rumänien, Bulgarien, Jugoslawien, Albanien oder China verlassen hat oder verlässt, es sei denn, dass er, ohne aus diesen Gebieten vertrieben und bis zum 31. März 1952 dorthin zurückgekehrt zu sein, nach dem 8. Mai 1945 einen Wohnsitz in diesen Gebieten begründet hat (Aussiedler),
4. ohne einen Wohnsitz gehabt zu haben, sein Gewerbe oder seinen Beruf ständig in den in Absatz 1 genannten Gebieten ausgeübt hat und diese Tätigkeit infolge Vertreibung aufgeben musste,
5. seinen Wohnsitz in den in Absatz 1 genannten Gebieten gemäß § 10 des Bürgerlichen Gesetzbuchs durch Eheschließung verloren, aber seinen ständigen Aufenthalt dort beibehalten hatte und diesen infolge Vertreibung aufgeben musste,
6. in den in Absatz 1 genannten Gebieten als Kind einer unter Nummer 5 fallenden Ehefrau gemäß § 11 des Bürgerlichen Gesetzbuchs keinen Wohnsitz, aber einen ständigen Aufenthalt hatte und diesen infolge Vertreibung aufgeben musste.

- Als Vertriebener gilt auch, wer, ohne selbst deutscher Staatsangehöriger oder deutscher Volkszugehöriger zu sein, als Ehegatte eines Vertriebenen seinen Wohnsitz oder in den Fällen des Absatzes 2 Nr. 5 als Ehegatte eines deutschen Staatsangehörigen oder deutschen Volkszugehörigen den ständigen Aufenthalt in den in Absatz 1 genannten Gebieten verloren hat.
- Wer infolge von Kriegseinwirkungen Aufenthalt in den in Absatz 1 genannten Gebieten genommen hat, ist nur dann Vertriebener, wenn es aus den Umständen hervorgeht, dass er sich auch nach dem Kriege in diesen Gebieten ständig niederlassen wollte oder wenn er diese Gebiete nach dem 31. Dezember 1989 verlassen hat.“

## Debatte über den Vertreibungsbegriff seit 1950

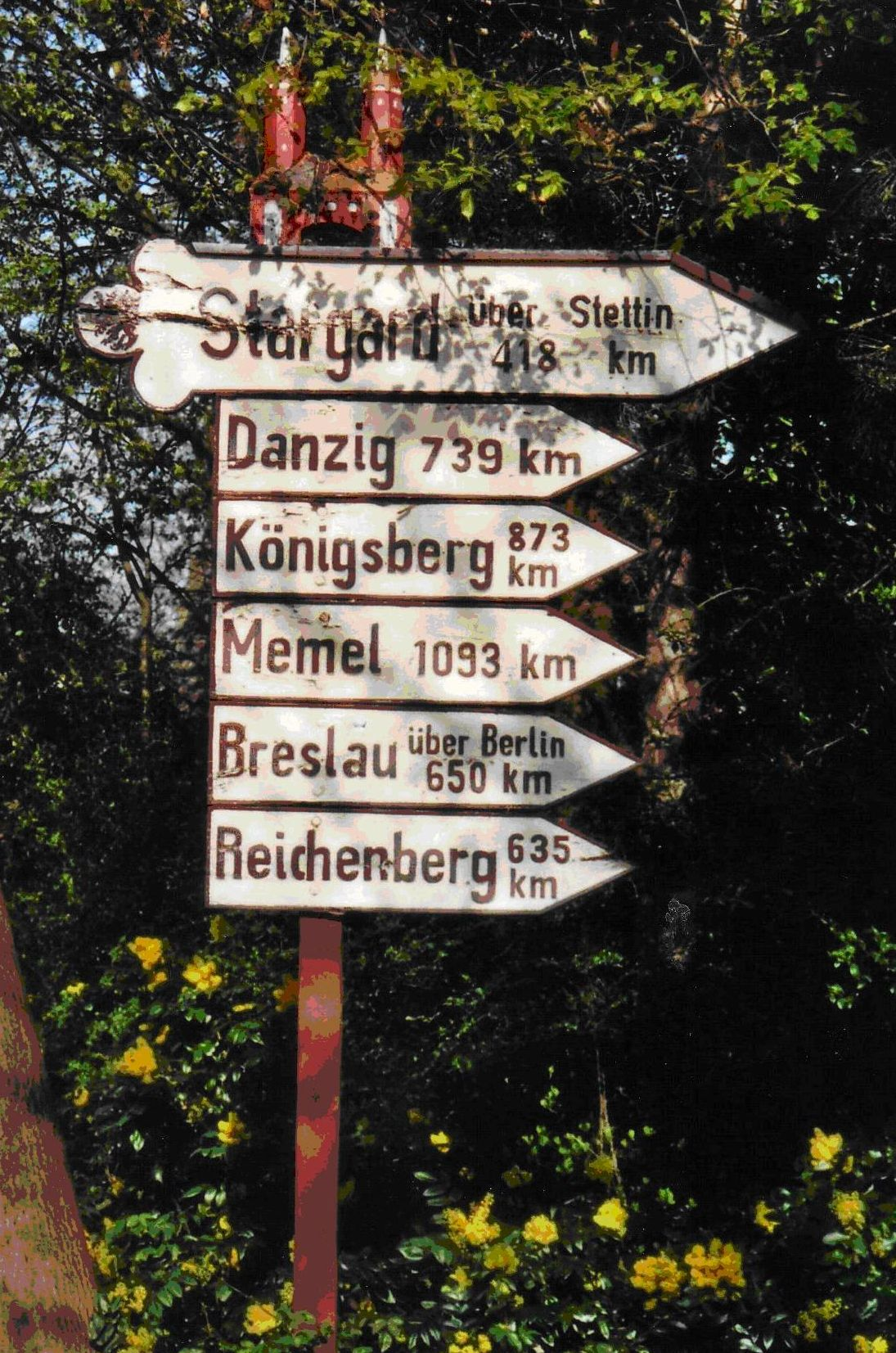
Wegweiser beim Bahnhof Elmshorn (2009)

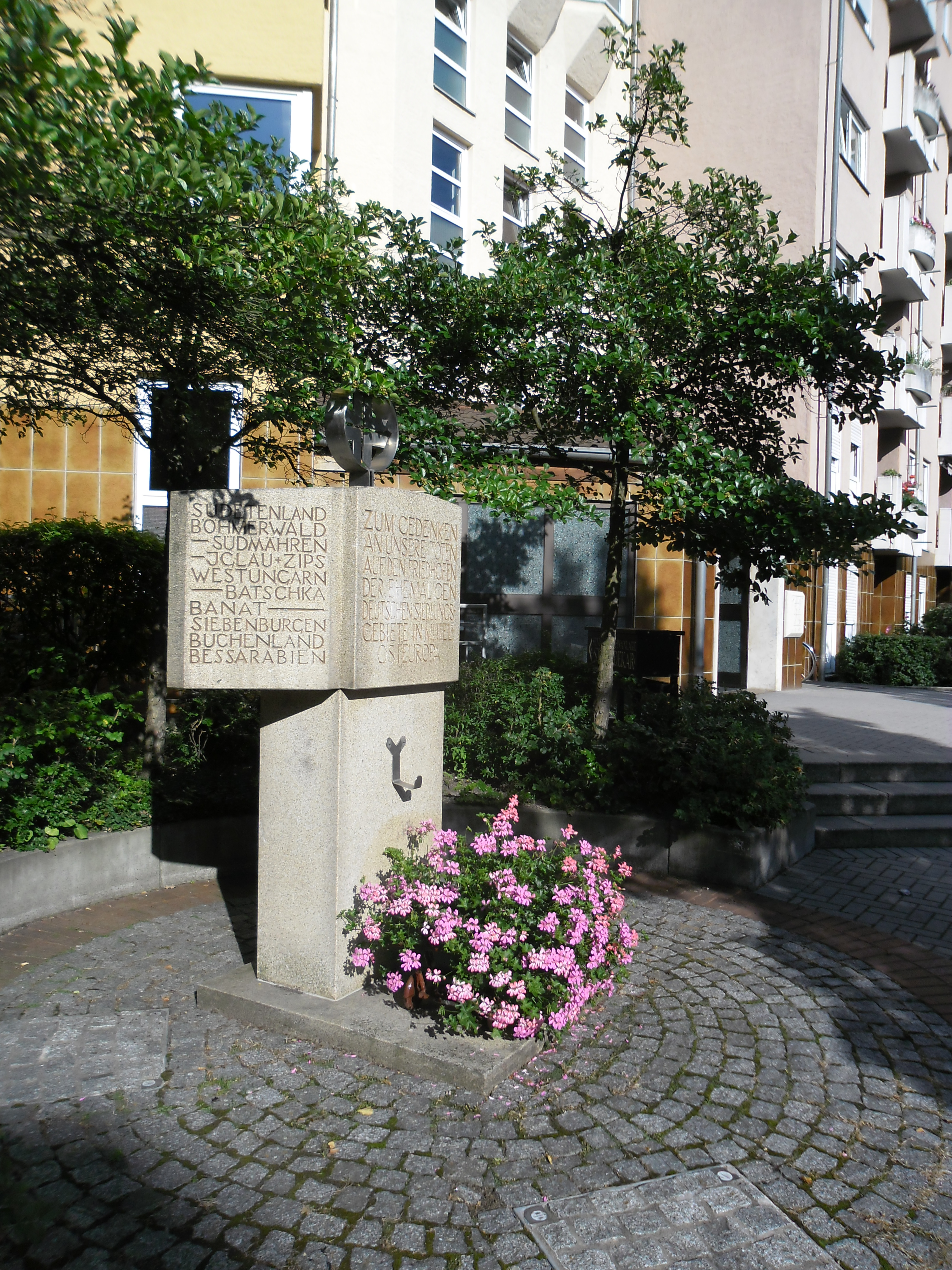
Gedenkstein als Vertriebenendenkmal für die auf den Friedhöfen der ehemaligen deutschen Siedlungsgebiete in Mittel- und Osteuropa ruhenden Vorfahren im Zuckmayerweg in Nürnberg-Langwasser

Im deutschen Sprachraum bezeichnet der Begriff in einem verengten Verständnis meist Ausweisung und Flucht deutschsprachiger Bevölkerung aus Grenzräumen mit nichteinheitlicher Bevölkerungsgeschichte oder isolierten mehrheitlich deutschen Sprachgebieten in den ehemaligen deutschen Ostgebieten, Polen, dem heutigen Tschechien und anderen Staaten Osteuropas nach dem Ende des Zweiten Weltkriegs.
Der Begriff Vertreibung beziehungsweise Vertriebene setzte sich erst Ende der 1940er-Jahre durch und wurde nur in der Bundesrepublik zur offiziellen, in bestimmten Fällen auch gesetzlich fixierten Bezeichnung dieses Vorgangs (Heimatvertriebener) beziehungsweise der von ihm Betroffenen. Bis dahin wurden zwangsumgesiedelte Deutsche begrifflich nicht von der Gesamtheit der Flüchtlinge (siehe Displaced Persons) unterschieden, zuweilen auch – wie im späten nationalsozialistischen Sprachgebrauch – als „Evakuierte“ bezeichnet.
Verwendung und genaue Bedeutung des Vertreibungsbegriffs sind in Deutschland etwa seit den späten 1980er-Jahren strittig, da die Abgrenzbarkeit zwischen (gewaltsamer) Vertreibung und (gewaltloser) Emigration zunehmend in Frage gestellt wurde. Von einigen Politikern und Publizisten wurde die These aufgestellt, der Begriff der Vertreibung bezeichne lediglich eine Form von Zwangsmigration und komme in der internationalen Forschung überwiegend als deutsches Lehnwort (im Englischen expulsion bzw. expellees) vor, während außerhalb Deutschlands sonst eher von Deportierten oder Flüchtlingen (refugees) gesprochen wird. Hinzu komme die Konfrontation des Kalten Krieges, denn in jenen Nationen, die Flucht und Vertreibung der Deutschen ab 1944/1945 veranlasst hatten, wähle man eher verharmlosende Begriffe, etwa das tschechische Wort odsun (dt. „Abschiebung durch Abtransport“) und den Begriff Transfer („Überführung“). Auch innerhalb Deutschlands sei der Begriff der Vertreibung und der Vertriebenen nicht immer selbstverständlich gewesen. Tatsächlich herrschte anfangs der Flucht- und Flüchtlingsbegriff vor, zudem wurde in der Sowjetischen Besatzungszone und in der DDR offiziell gezielt von „Umsiedlern“ bzw. „ehemaligen Umsiedlern“ und „Neubürgern“ gesprochen. 1950 waren dies dort etwa 4,3 Millionen Menschen.
Eine eigenständige Benennung dieser Gruppe als „Vertriebene“ sei, so der Einwand, weniger durch evidente Tatsachen gerechtfertigt gewesen, sondern sie sei eher der Logik juristischer und politischer Zweckmäßigkeit geschuldet: Zum einen besaßen sie – aufgrund ihrer deutschen Staatsangehörigkeit (bei den Vertriebenen aus den ehemals deutschen Ostgebieten und aus dem Sudetenland) beziehungsweise als Volksdeutsche – einen anderen Rechtsstatus als nichtdeutsche Deportierte und Flüchtlinge. Zum anderen bot die Wahl dieses Begriffes mehrere politisch und sozial erwünschte Möglichkeiten: Er schuf eine Distanz zwischen deutschen Deportierten und den von den Deutschen Deportierten – Juden, Polen, Tschechen, Russen usw. Damit ermöglichte er in der Bundesrepublik einen Opferdiskurs, der eine tiefgreifende Auseinandersetzung mit dem Nationalsozialismus erschwerte.
Einige führende Vertreter der deutschen Vertriebenen, namentlich der Vorsitzende der Landsmannschaft Schlesien, Herbert Hupka, und der Präsident des Bundes der Vertriebenen, Wenzel Jaksch (Hupka bis 2000, Jaksch bis zu seinem Tode 1966), waren Sozialdemokraten. Die SPD vertrat die Interessen der deutschen Vertriebenen bis etwa zum Jahre 1964 gleichermaßen wie die CDU und CSU. Insbesondere vertrat die SPD jahrelang die Überzeugung, nicht nur die Vertreibung selbst sei ein Verbrechen gewesen, sondern die etwaige Anerkennung der Oder-Neiße-Linie als neue deutsch-polnische Grenze wäre als ein politisches Unrecht zu bewerten. In diesem Zusammenhang steht auch der später oft zitierte Aufruf Willy Brandts, Herbert Wehners und Erich Ollenhauers zum Deutschlandtreffen der Schlesier im Jahre 1963: „Verzicht ist Verrat, wer wollte das bestreiten. 100 Jahre SPD heißt vor allem 100 Jahre Kampf für das Selbstbestimmungsrecht der Völker. Das Recht auf Heimat kann man nicht für ein Linsengericht verhökern. Niemals darf hinter dem Rücken der aus ihrer Heimat vertriebenen oder geflüchteten Landsleute Schindluder getrieben werden!“ Diese Politik der SPD änderte sich allerdings ab etwa 1965, als die neue Ostpolitik entwickelt wurde. In seiner Regierungserklärung von 1969 gab Willy Brandt offen die Bereitschaft zur Anerkennung der Oder-Neiße-Linie als deutsch-polnische Grenze zu erkennen.
In den 1950er-Jahren ließ sich durch die begriffliche Unterscheidung zwischen „normalen“ Deportierten und deutschen Vertriebenen die Forderung nach Revision der Oder-Neiße-Linie leichter aufrechterhalten. Die Forderung nach dieser Revision diente nicht zuletzt der Integration der Vertriebenen in die westdeutsche Nachkriegspolitik. Es sollte verhindert werden, dass die Vertriebenen sich in noch stärkerem Ausmaß Parteien zuwandten, in denen sich damals ehemalige Nationalsozialisten sammelten wie in der SRP, der DP, und dem Gesamtdeutschen Block/Bund der Heimatvertriebenen und Entrechteten.
Das Bundesverfassungsgericht hat hingegen eine andere Rechtsauffassung vertreten: Danach wurden die Gebiete östlich von Oder und Lausitzer Neiße weder durch die Beschlüsse der Potsdamer Konferenz vom Juli/August 1945 noch durch den Warschauer Vertrag von 1970 völkerrechtswirksam von Deutschland als Ganzem getrennt. Von diesem staats- und völkerrechtlichen Standpunkt aus ging es in den 1950er- und 1960er-Jahren nicht um deutsche Gebietsforderungen an Polen, sondern um umstrittene polnische Gebietsforderungen aus der Vergangenheit an Deutschland.
In der DDR dagegen wurden die Zwangsumgesiedelten als Umsiedler bezeichnet, ein gruppenspezifischer Sonderstatus im Sozialrecht wurde namentlich bei der Verteilung enteigneter Flächen bei der Bodenreform von 1946 und im „Gesetz zur weiteren Verbesserung der Lage der ehemaligen Umsiedler in der Deutschen Demokratischen Republik“ vom 8. September 1950 fixiert, blieb jedoch im Unterschied zum langfristig angelegten Vertriebenenrecht der Bundesrepublik nur bis in die frühen fünfziger Jahren relevant. Des Weiteren erkannte die DDR bereits 1950 im Görlitzer Abkommen die Oder-Neiße-Linie als „Friedensgrenze“ zwischen der DDR und Polen an. Sämtliche im Bundestag vertretenen Parteien mit Ausnahme der KPD legten gegen diesen Akt Rechtsverwahrung ein und bezeichneten ihn als „null und nichtig“.
Die zeitgeschichtliche Forschung differenziert zwischen aufeinander folgenden Ereignissen der Flucht, Vertreibung und Zwangsumsiedlung. Heute stellen einige Historiker das damit bezeichnete Phänomen unter den Oberbegriff Zwangsmigration. Dieser Sprachgebrauch lehnt sich an die Formulierung des damaligen Bundespräsidenten Richard von Weizsäcker an, der in seiner Rede zum 40. Jahrestag des Kriegsendes am 8. Mai 1985 die Vertreibung der Deutschen als „erzwungene Wanderschaft“ bezeichnet hatte.
Ein völliges Fallenlassen des Vertreibungsbegriffs ist aber – angesichts seiner Verankerung im öffentlichen (nicht nur deutschen) Bewusstsein – auch aus Sicht der politischen Linken – praktisch nicht möglich. Wünschenswerter erscheint die Einordnung dieses Begriffs in den Gesamtzusammenhang von Zwangsumsiedlungen im 20. Jahrhundert, so wie er in jüngster Zeit verstärkt vorgenommen wird. Lange Debatten um Begriffe haben die Wirkung, politisch heikle Fragen wie die nach der Zahl der Morde und Vergewaltigungen bei diesem Geschehen an den Rand der Diskussion zu drängen.
Darüber hinaus erscheint der politischen Linken der Versuch fruchtbar, Vertreibung und jede Form von Zwangsmigration im Rahmen des allgemeinen Migrationsgeschehens zu betrachten. Denn angeblich könne eine klare Trennung zwischen Zwangsumsiedlung, Flucht und „freiwilliger“ Migration häufig nicht vorgenommen werden.
Zum anderen zeigen neuere Untersuchungen zur Integration der Vertriebenen angeblich, dass der Umgang mit und das Verhalten von Vertriebenen mehr Parallelen als Unterschiede zu anderen Migrantengruppen aufweist. Konkrete Unterschiede, wie etwa die von den deutschen Vertriebenen bis zum heutigen Tage erhobenen Forderungen nach Aufklärung des Schicksals von mehreren Hunderttausend spurlos Vermissten, Rückkehrrecht, Heimatrecht, Eigentumsrückgabe und Anerkennung ihres Schicksals als eines Verbrechens gegen die Menschlichkeit im Sinne der Statuten des Internationalen Gerichtshofs von Nürnberg, dürfen nach dieser Sichtweise nicht über die großen Parallelen zwischen deutschen „Zwangsmigranten“ und ausländischen Zuwanderern in Deutschland hinwegtäuschen. Dennoch – so diese Sichtweise – werde man das Spezifikum der Zwangsmigration auch weiterhin zu berücksichtigen haben.
Die Vertreibungen der 1990er-Jahre in Bosnien, Kroatien und im Kosovo haben diese deutsche Diskussion in den Hintergrund rücken lassen. Die Überzeugung, dass Vertreibung und Migration zwei grundlegend unterschiedliche Dinge sind, gewann wieder die Oberhand. Verbunden damit war die Rückkehr zum eingangs definierten Vertreibungsbegriff. So erklärte Bundeskanzler Gerhard Schröder in seinem Grußwort an den Tag der Heimat in Stuttgart vom 5. September 1999: „Jeder Akt der Vertreibung, so unterschiedlich die historischen Hintergründe auch sein mögen, ist ein Verbrechen gegen die Menschlichkeit.“
Peter Glotz zitierte im September 2001 Roman Herzog: „Kein Unrecht, und mag es noch so groß gewesen sein, rechtfertigt anderes Unrecht. Verbrechen sind auch dann Verbrechen, wenn ihm andere Verbrechen vorausgegangen sind.“
Eine andere Sicht wird wohl überwiegend in der polnischen Politik vertreten. In einem Interview äußerte sich der mit der Wiederwahl gescheiterte und Donald Tusk unterlegene damalige Oppositionsführer Jarosław Kaczyński dahingehend, dass „Deutschland zu hundert Prozent Schuld am eigenen Vertriebenenschicksal“ trage.